# Mitsouko
Mitsouko è un profumo messo in commercio nel 1919 dalla azienda francese Guerlain. 

## Storia
Mitsouko fu creato dal profumiere Jacques Guerlain nel 1919. Da allora il profumo è rimasto sempre in commercio, diventando uno dei più antichi al mondo. La parola Mitsouko è il nome dell'eroina del racconto di Claude Farrère La bataille. La storia ambientata in Giappone durante la guerra russo-giapponese, racconta l'amore impossibile fra un ufficiale inglese e Mitsuoko, la moglie di Tōgō Heihachirō.

## Packaging
Disegnato dalla famosa cristalleria francese Baccarat